# Старый Чухлэм
Старый Чухлэм  — деревня в Сысольском районе Республики Коми в составе сельского поселения  Чухлэм. 

## География
Расположена на правом берегу реки  Малая Визинга на расстоянии менее 1 км от центра поселения села Чухлэм на север.  

## Топонимика
Название в переводе с коми означает «старая излучина» .

## Население
Постоянное население  составляло 47 человек (коми 94%) в 2002 году, 50 в 2010 .